# Divergenzvorlage
Die Divergenzvorlage ist eine Form vorgeordneter Rechtskontrolle. Sie soll Gewähr dafür tragen, dass das Grundgesetz durch die Oberen Gerichte des Landes und die Verfassungsgerichte von Bund und Ländern einheitlich ausgelegt werden.
In der Zivil- und Strafgerichtsbarkeit ist sie angezeigt, wenn ein Oberlandesgericht einen Rechtssatz als entscheidungstragende Begründung heranziehen will, der mit einem entscheidungstragenden Rechtssatz eines anderen Oberlandesgerichts oder des Bundesgerichtshofs nicht übereinstimmt (§ 36 Abs. 3 ZPO, beziehungsweise § 121 Abs. 2 GVG). Ebenso muss nach Art. 100 Abs. 3 GG ein Landesverfassungsgericht die Entscheidung des Bundesverfassungsgerichtes einholen, wenn es bei der Auslegung des Grundgesetzes von der Entscheidung des Bundesverfassungsgerichts oder eines anderen Landesverfassungsgerichts abweichen will (§ 85 BVerfGG).

## Erläuterung zum Verfahren
Die Vorlagepflicht verschafft den Bundesgerichten eine dominierende Stellung. Andererseits müssen die Landesgerichte eine von ihnen nicht geteilte Auffassung nicht einfach hinnehmen, sondern können sie zur Disposition stellen. Die Vorlage stellt insoweit eine Ausnahme zur Bindungswirkung des § 31 BVerfGG dar, der auch die Landesverfassungsgerichte unterliegen. Die Abweichung muss dargelegt und begründet werden und sich auf den Tenor oder die tragenden Gründe der Entscheidung beziehen, die Vorlage muss also entscheidungserheblich sein.